# Зоце
Зоце (пол. Zocie, нім. Kechlersdorf) — село в Польщі, у гміні Каліново Елцького повіту Вармінсько-Мазурського воєводства.
Населення — 96 осіб (2011).
У 1975-1998 роках село належало до Сувальського воєводства.

## Демографія
Демографічна структура станом на 31 березня 2011 року:
|          | Загалом | Допрацездатний вік | Працездатний вік | Постпрацездатний вік |
| -------- | ------- | ------------------ | ---------------- | -------------------- |
| Чоловіки | 55      | 14                 | 40               | 1                    |
| Жінки    | 41      | 14                 | 22               | 5                    |
| Разом    | 96      | 28                 | 62               | 6                    |